# トランスマット
トランスマット（Transmat）は、アメリカのレコードレーベル。リリースする音楽のジャンルは主にデトロイト・テクノである。

## 概要
レーベルの設立者はデリック・メイ。1985年にレーベル、メトロプレックスを立ち上げたホアン・アトキンスに影響され、1986年に自身のためのレーベルとして設立された。1987年から1988年にかけて、「Nude Photo」、「It Is What It Is」、「Strings Of Life」などデリック・メイの代表作が「Rhythim Is Rhythim」名義でリリースされた。また同時期からデリック・メイが発掘した様々なアーティストのリリースも行っていた。デリック・メイが作曲活動をほとんど行わなくなった1993年以降も様々なアーティストのリリースにより、今日までレーベルは活動を行っている。サブレーベルに、Fragile Recordsがある。

## レーベルからリリースしたアーティスト
- デリック・メイ
- カール・クレイグ
- ケニー・ラーキン
- ステイシー・パレン
- ジョイ・ベルトラム
- アリル・ブリッカ